# De verbouwing (film)
De verbouwing is een Nederlandse film uit 2012 onder de regie van Will Koopman naar het gelijknamige boek van Saskia Noort. De hoofdrollen worden gespeeld door Tjitske Reidinga, Peter Blok en Mark Rietman. De film volgt het boek vrij nauwgezet alleen schiet Tessa (Mathilde) de laatste kogel af en niet haar zoon T(h)om.
Na de opnames van deze film werd het huwelijk van Peter Blok met Maria Goos ontbonden. Peter heeft nu een relatie met zijn tegenspeelster Tjitske Reidinga.

## Rolverdeling
| Acteur               | Personage                      | Opmerkingen |
| -------------------- | ------------------------------ | ----------- |
| Tjitske Reidinga     | Tessa (Mathilde in het boek)   |             |
| Peter Blok           | Johan                          |             |
| Mark Rietman         | Rogier                         |             |
| Gene Bervoets        | Eugène                         |             |
| Alex Hendrickx       | Tom                            |             |
| Nanette Drazic       | Naugscha (Marzena in het boek) |             |
| Terence Schreurs     | Kimmy                          |             |
| Sieger Sloot         | Hylke                          |             |
| Miron Bilski         | Gerik                          |             |
| Thomas Dudkiewicz    | Aleksy                         |             |
| Redbad Klijnstra     | Stenjek                        |             |
| Masha-Maria Chernova | Martina                        |             |
| Pip Pellens          | Marije                         |             |
| Tina de Bruin        | Astrid                         |             |
| Frederik Brom        | Bankier                        |             |
| Trudy de Jong        | Mevrouw Vermeulen              |             |
| Sandra Mattie        | Verpleegster                   |             |
| Floor Leene          | Verpleegster 2                 |             |
| Jappe Claes          | Dokter Den Ouden               |             |